# Via Verda del Vallès
La Via Verda del Vallès és una via verda que uneix Sant Cugat del Vallès, Sant Quirze i Sabadell. Hi ha una proposta perquè aquest recorregut de connectivitat ecològica i paisatgística arribi als 17 quilòmetres des de pràcticament el peu de la Mola fins a les portes del Parc de Collserola. Comprendria així les planes entre Sabadell i Terrassa, la Serra de Galliners entre Rubí i Sant Quirze i les planes entre Cerdanyola i Sant Cugat.
Sabadell i Terrassa han preservat espais lliures amb l’aprovació i desplegament del Parc Agrari de Sabadell i l’Anella Verda de Terrassa. La Via Verda del Vallès hauria de connectar el conjunt de la comarca. L'atleta Valentí Massana proposava un camí urbanitzat per a facilitar l'entrenament dels esportistes i va endegar una campanya de recollida de signatures per impulsar-ne la construcció.